# Коль, Ади
Ади Коль (ивр. עדי קול‎; род. 19 марта 1976 года, Иерусалим, Израиль) — израильский политик, депутат кнессета 19-го созыва от партии Йеш Атид.

## Биография
Ади родилась 19 марта 1976 года в Иерусалиме, Израиль. Проходила службу в Армии обороны Израиля, уволилась в запас по окончании военной службы в звании сержанта. Получила первую академическую степень по юриспруденции в Иерусалимском университете.
Затем продолжила обучение в Колумбийском университете в США, получив вторую степень по юриспруденции. В том же университете защитила докторскую диссертацию по праву.
Ади Коль работала помощником депутата от Коммунистической партии Израиля Тамары Гужанской, занималась созданием и продвижением законопроектов в области защиты прав детей.
В 2005-2013 годах Коль преподавала в Университете Тель-Авива, а в 2009-2013 вела лекции в Университете Бен-Гурион.
Коль стала инициатором создания и руководителем программы «Народный университет», позволяющим малоимущим людям слушать бесплатные лекции в университете. При этом лекции читают студенты-отличники бакалавриата. Она также основала центр «Брира» («Выбор») при Иерусалимском университете, в котором студенты занимаются полезной обществу деятельностью бесплатно.
За свою общественную деятельность Коль была награждена премией спикера кнессета за сокращение социального неравенства.
Ади Коль замужем, владеет ивритом и английским языком, проживает в Тель-Авиве.

### Политическая деятельность
В 2012 году Ади Коль вступила в партию Йеш Атид, получила девятое место в списке партии. Так как  «Йеш Атид» получила 19 мандатов, Коль вошла в состав парламента, получив пост в финансовой комиссии, который впоследствии оставила.
Кроме того она возглавила комиссию по обращениям граждан, вошла в законодательную комиссию и комиссию по труду, благосостоянию и здравоохранению.
1 августа 2013 года Ади Коль воздержалась при голосовании по законопроекту о реформе политической системы Израиля, который был выдвинут партиями Йеш Атид и Наш дом Израиль. Однако уже через 15 минут после голосования Коль распространила сообщение с извинениями за свой поступок. Коль была наказана временным прекращением членства в парламентских комиссиях и лишена права вносить законопроекты от имени своей фракции. С другой стороны, оппозиционная фракция «Авода» заявила, что предоставит Ади Коль возможность вносить законопроекты от своего имени.
30 декабря 2014 Ади Коль заявила, что покидает партию Яира Лапида, и не будет баллотироваться в Кнессет 20 созыва на предстоящих 17 марта 2015 года выборах.